# Quercus treubiana
Quercus argyrotricha és una espècie de roure que pertany a la família de les fagàcies i està dins del subgènere Cyclobalanopsis, del gènere Quercus.

## Descripció
Quercus treubiana és un arbre perennifoli que creix més de 20 metres d'altura i pot arribar als 30 m. El tronc fa 0,6 m de DAH. L'escorça és fissurada en plaques rectangulars. Les branques glabrescents. Les fulles fan 5-9 x 1,5-2 cm, lanceolades o oblanceolades, primes, senceres, atenuades en ambdós extrems, sense pèl per sobre, lleugerament pubescents per sota, amb 9-11 parells de venes. El pecíol fa 0,5-1,5 cm de llarg. Les flors floreixen al juliol i l'agost. Les glans fan 0,6-3 cm de llarg x 0,7-2 cm de diàmetre, poc cilíndriques, més sovint vinculades, pubescents, mucronades. L'àpex és deprimit, gairebé tots tancades per la tassa. La cúpula de mitja canya i cònica de 2 cm de diàmetre.

## Distribució i hàbitat
Quercus treubiana creix a Indonèsia a les illes de Borneo (Sabah) i a Sumatra (Palembang), als boscos tropicals muntanyencs, entre els 600 i 2200 m.

## Taxonomia
Quercus austroglauca va ser descrita per Y.T.Chang i publicat a Iconographia Cormophytorum Sinicorum 1: 120. 1982.
Etimologia
Quercus: nom genèric del llatí que designava igualment al roure i a l'alzina.
treubiana: epítet atorgat a l'antic director dels Jardins Botànics de Bogor, Indonèsia.
Melchior Treub (1851–1910).